# 서울원효초등학교
서울원효초등학교(서울元曉初等學校)는 대한민국 서울특별시 용산구 산천동에 있는 공립 초등학교이다.

## 연혁
- 1983년 5월 11일 : 서울원효국민학교로 개교
- 1996년 3월 1일 : 서울원효초등학교로 개칭
- 2007년 10월 5일 : 신관 강당 완공
- 2014년 9월 1일 : 제 13대 이재우 교장 부임
- 2015년 3월 2일 : 신입생 입학(129명) 및 33학급 편성
- 2023년 5월 11일 : 개교 40주년

## 참고 자료
- 서울원효초등학교 - 한국교육학술정보원 학교알리미